# 异叶杭子梢
异叶杭子梢（学名：Campylotropis diversifolia）为豆科杭子梢属下的一个种。

## 扩展阅读
- 維基物種上的相關：异叶杭子梢